# Символіка Служби безпеки України
Символіка Служби безпеки України — емблема, герб та прапор, бойовий прапор військової частини, штандарт Голови служби та прапор органу, підрозділу, навчального закладу Служби безпеки України. Затверджена Указом Президента України від 14 лютого 2002 року № 129.

## Формування символіки СБУ
У 1993 році була затверджена емблема СБУ. Вона відповідала вимогам радянської геральдики з доповненнями української національної символіки. Емблема використовувалася при оформленні приміщень, грамот, листівок, запрошень, сувенірів.
З 2002 року Служба безпеки України використовує всі елементи символіки. Геральдичний комплекс був розроблений у 2001 році авторським колективом у складі О. Руденка, Д. Адаменка і В. Назарчука. Символіка є складовою частиною єдиного комплексу військово-геральдичних знаків для Збройних Сил України та інших військових формувань. Комплекс створено з урахуванням історичних, державних і національних традицій військової символіки України, загальновизнаних законів і правил геральдики, фалеристики, вексилології, емблематики й уніформістики.
У геральдичній системі Служби безпеки України листя дуба (вінок на емблемі та орнамент на штандарті) символізує силу, мужність, доблесть. Листя дуба, переплетене в орнаменті з листям калини — національного рослинного символу, означає готовість мужньо захищати свободу і незалежність українського народу.

## Елементи символіки СБУ

### Емблема
Емблема СБУ є основним елементом символіки СБУ, на її основі для розроблені інші символи. Вона являє собою прямий рівносторонній хрест із розбіжними кінцями синього кольору і
золотими пружками. У центрі емблеми вміщено зображення Знака Княжої Держави Володимира Великого золотого кольору на синьому полі в обрамленні вінка з дубового листя жовтого металу. Хрест в емблемі геральдиці називається козацьким, запорізьким або волинським і характерний саме для України.

### Герб
Герб Центрального управління Служби безпеки України являє собою круглий щит малинового кольору з золотим окуттям, на тлі якого розміщено геральдичний знак Служби безпеки України. Геральдичний знак складається з емблеми Служби безпеки України, на тлі якої розміщено зображення лікторської фасції (в'язка різок з двосічною сокирою) і двох схрещених мечів вістрям угору.
Зображення мечів, лікторської фасції — золоті.

### Прапор
Прапор Служби безпеки України являє собою прямокутне полотнище малинового кольору зі співвідношенням сторін 2:3. У центрі полотнища розміщено зображення емблеми Служби безпеки України. Висота емблеми становить 2/3 висоти полотнища, а ширина — 1/2 ширини полотнища. Діаметр вінка становить 1/4 ширини полотнища.
Обидві сторони полотнища ідентичні.

### Базовий зразок Бойового прапора військової частини
Бойовий прапор військової частини Служби безпеки України являє собою малинове квадратне полотнище розміром 130 х 130 см.
На лицьовій стороні Бойового прапора в центрі розміщено зображення емблеми Служби безпеки України. В усіх кутах полотнища вміщено зображення золотих вінків із дубового та калинового листя, у центрі яких — геральдичний знак Служби безпеки України.
Зворотна сторона прапора містить зображення прямого рівностороннього хреста з розбіжними кінцями синього кольору із золотими пружками і круглим медальйоном у центрі синього кольору в обрамленні вінка із золотого дубового листя. На тлі медальйона зазначається номер і назва військової частини золотими літерами. В усіх кутах полотнища вміщено зображення золотих вінків із дубового та калинового листя. У центрі вінків — зображення двох схрещених мечів вістрям угору і накладеної на них лікторської фасції. Вільні сторони прапора прикрашено золотою бахромою.
Древко прапора дерев'яне, чорного кольору. Верхівка древка стріловидна з жовтого металу, в центрі якої вміщено емблему Служби безпеки України.
До основи верхівки древка прикріплено подвійну синю стрічку з бантом. Краї стрічки обрамлено золотою лиштвою. Стрічка містить напис золотими літерами «Безпека держави — безпека народу» і орнамент із зображенням золотого дубового та калинового листя. На одному кінці стрічки — зображення Знака Княжої Держави Володимира Великого, на іншому — емблеми Служби безпеки України на малиновому тлі. Кінці стрічки прикрашено золотою бахромою.
Перший Бойовий прапор отримав один із підрозділів СБУ — 10-й територіальний вузол урядового зв'язку.

### Базовий зразок Службового прапора органу, підрозділу, навчального закладу
Службовий прапор органу, підрозділу, навчального закладу Служби безпеки України являє собою малинове прямокутне полотнище співвідношенням сторін 2:3 із вміщеним у крижі зображенням Державного Прапора України. Криж становить 1/2 довжини та 1/2 ширини полотнища.
У центрі вільної частини полотнища вміщено емблему органу, підрозділу або навчального закладу Служби безпеки України. Висота емблеми становить 1/2 висоти полотнища. Лицьова та зворотна сторони полотнища ідентичні.
Древко прапора дерев'яне, чорного кольору. Верхівка древка стріловидна з жовтого металу, в центрі її вміщено емблему Служби безпеки України.
До основи верхівки древка прикріплено подвійну синю стрічку з бантом. Краї стрічки обрамлено золотою лиштвою. Стрічка містить напис золотими літерами «Безпека держави — безпека народу» і орнамент із зображенням золотого дубового та калинового листя. На одному кінці стрічки — зображення Знака Княжої Держави Володимира Великого, на іншому — емблеми Служби безпеки України на малиновому тлі. Кінці стрічки прикрашено золотою бахромою.

### Штандарт Голови Служби безпеки України
Штандарт Голови Служби безпеки України являє собою малинове квадратне полотнище розміром 90 х 90 см із зображенням у центрі геральдичного знака Служби безпеки України. Полотнище по периметру облямовано золотою лиштвою у вигляді орнаменту з дубового та калинового листя. Сторони штандарта, крім верхнього краю полотнища, прикрашено золотою бахромою.
Поле зворотної сторони штандарта без зображень.
Древко прапора дерев'яне, чорного кольору. Верхівка древка стріловидна з жовтого металу, в центрі її вміщено емблему Служби безпеки України. Верхній край полотнища за допомогою шнура прикріплюється до основи верхівки древка.

## Використання символіки
Емблема СБУ встановлюється у службовому кабінеті Голови Служби безпеки України, залі засідань колегії Центрального управління, використовується на інших символах Служби безпеки України, в емблемах органів та підрозділів Центрального управління, регіональних органів та навчальних закладів, у вигляді знаків розрізнення на форменому одязі військовослужбовців Служби безпеки України.
Прапор СБУ може встановлюватися на будинках і спорудах Служби безпеки України.
Зображення емблеми і прапора Служби безпеки України та герба її Центрального управління допускається на бланках службової документації, печатках, штампах, при оформленні будинків і споруд, на друкованій, інформаційній та сувенірній продукції, відомчих заохочувальних відзнаках, кіно-, відео- і фотоматеріалах, нагрудних знаках військовослужбовців Служби безпеки України.
Штандарт Голови Служби безпеки України встановлюється в кабінеті Голови Служби безпеки України. Також може використовуватися під час проведення урочистих ритуалів та інших заходів за участю Голови Служби безпеки України, а також за його розпорядженням під час важливих подій державного та військового значення.

## Галерея

Емблема СБУ
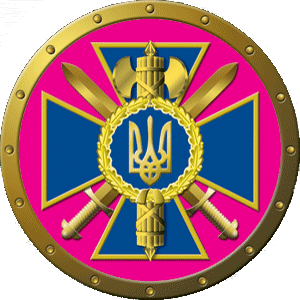
Герб СБУ
Прапор СБУ
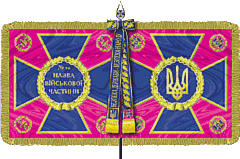
Бойовий прапор військової частини СБУ
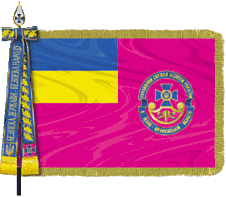
Службовий прапор органу, підрозділу, навчального закладу СБУ
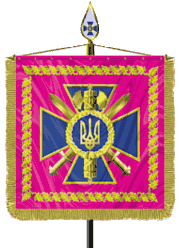
Штандарт Голови СБУ